# Міссурійський ботанічний сад

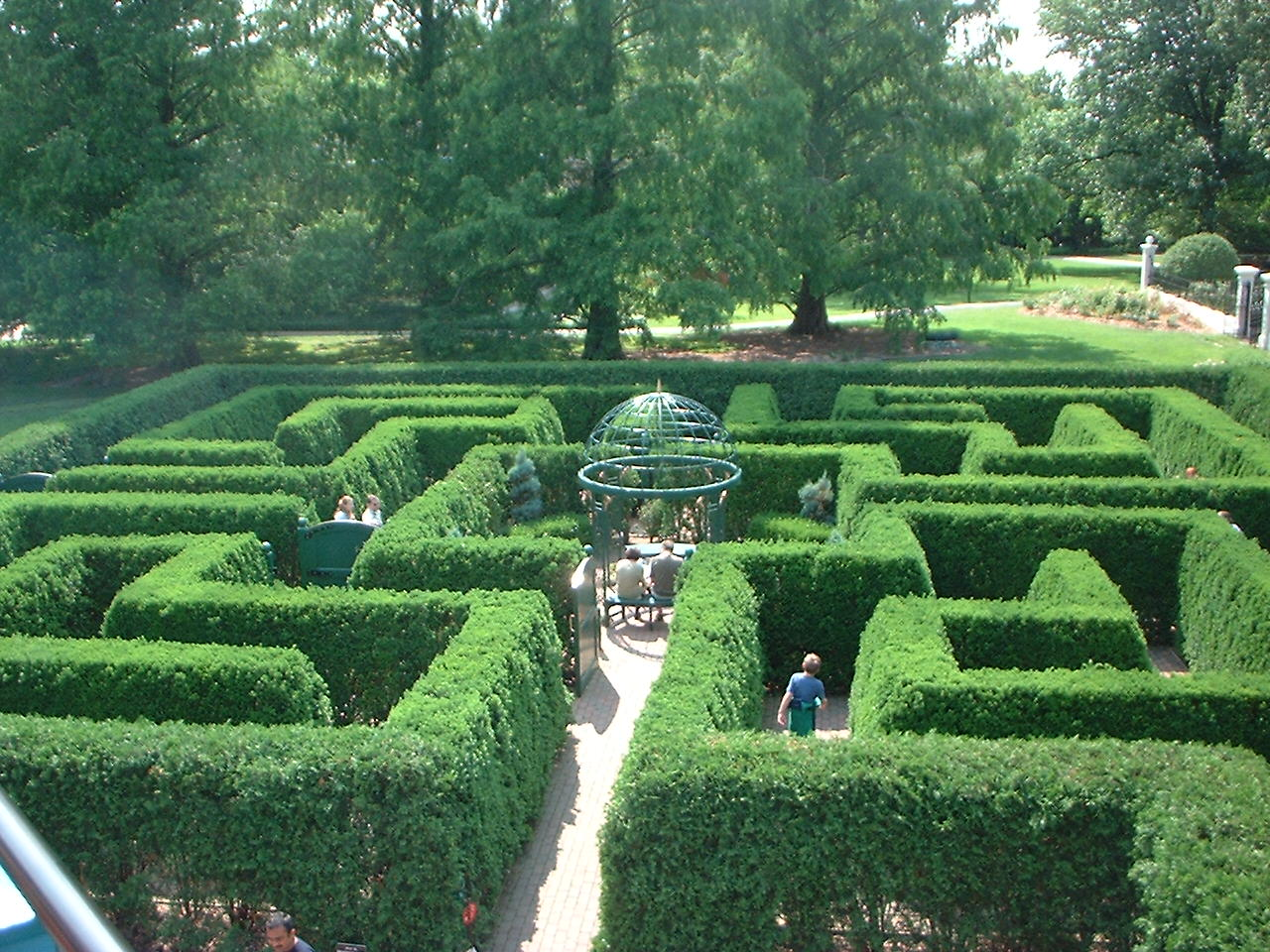
Зелений лабіринт

Міссурійський ботанічний сад  — ботанічний сад що розташований в Сент-Луїсі. Він також має неофіційну назву сад Шоу на честь його засновника та філантропа Генрі Шоу.

## Історія
Сад був заснований 1859 року і є однією з найстаріших ботанічних установ у США, а також Національним історичним пам'ятником. Сад є центром з ботанічних досліджень та природничо-наукової освіти з міжнародною репутацією, а також оазою у місті Сент-Луїсі, що займає площу 32 га. Ця площа включає в себе Японський мандрівний сад під назвою Сейва-ен;  Кліматрон — геодезичний купол; дитячий сад, в тому числі піонерське селище; ігровий майданчик; систему фонтанів і водяних шлюзів, дещо схожу на шлюзи в Панамському каналі; табір Осейдж; та оригінальний маєток Генрі Шоу 1850 року. Сад розташований поруч з Тавер гроув парк, який також є спадщиною Шоу.
1983 року ботанічний сад було додано як четвертий підрайон до Столичного району зоологічного парку і музеїв.
Після 40 років служби, доктор Пітер Рейвен пішов у відставку з поста президента 1 вересня 2010 року. Доктор Пітер Вайз Джексон змінив його на цій посаді.

## Галерея

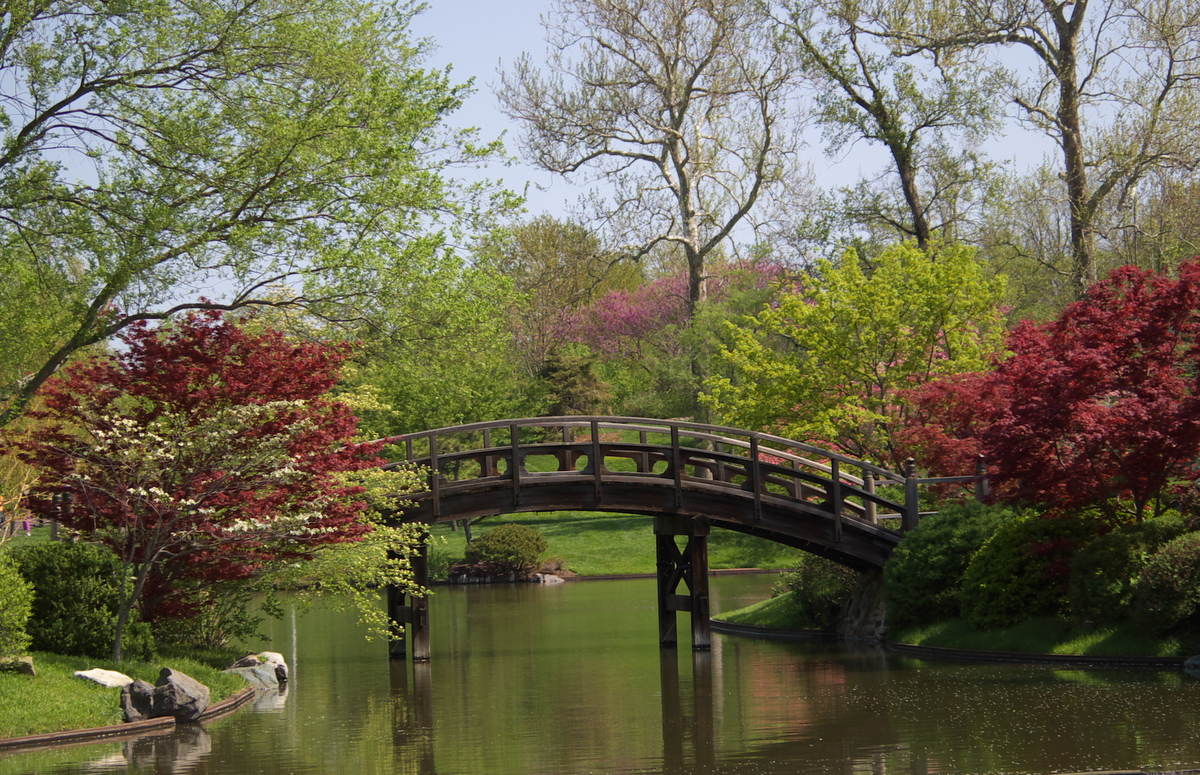
Японський сад
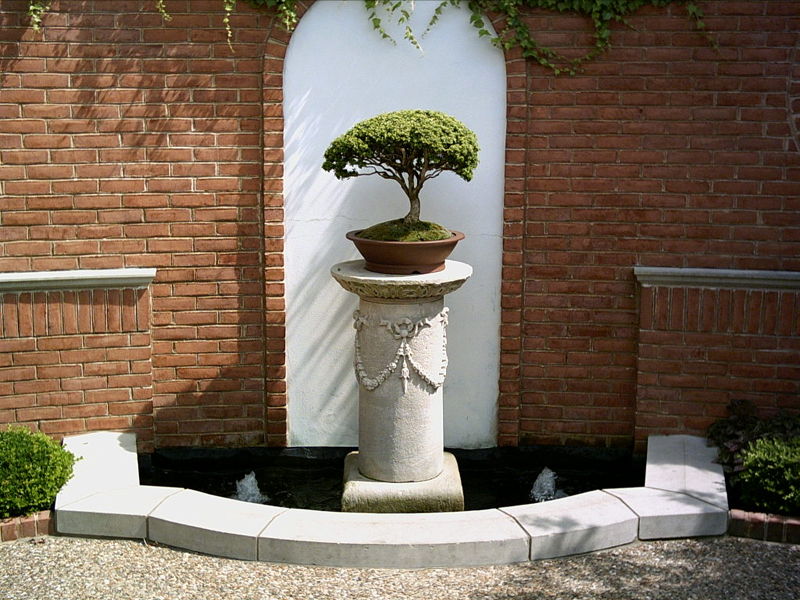
Бонсай
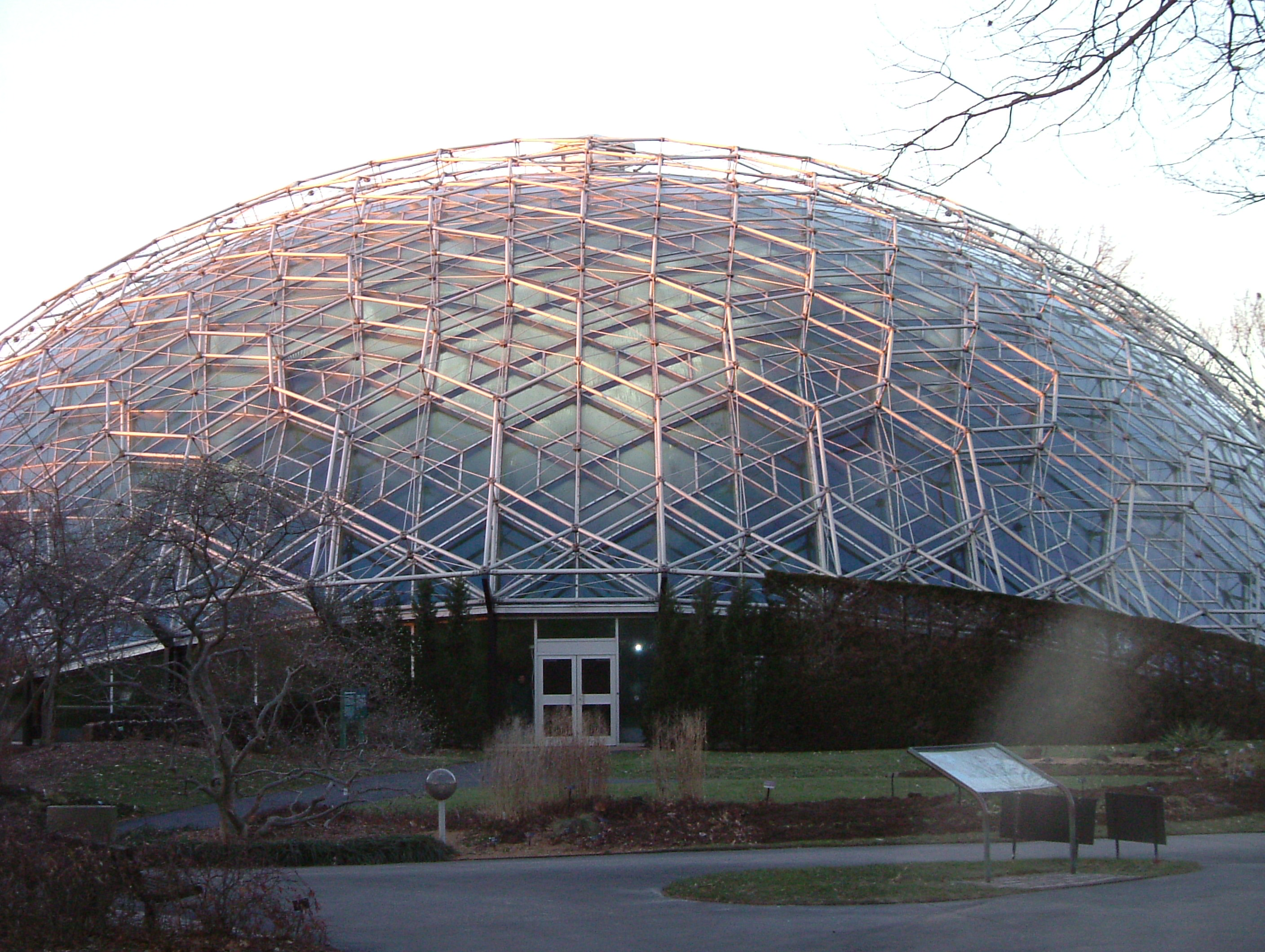
Кліматрон
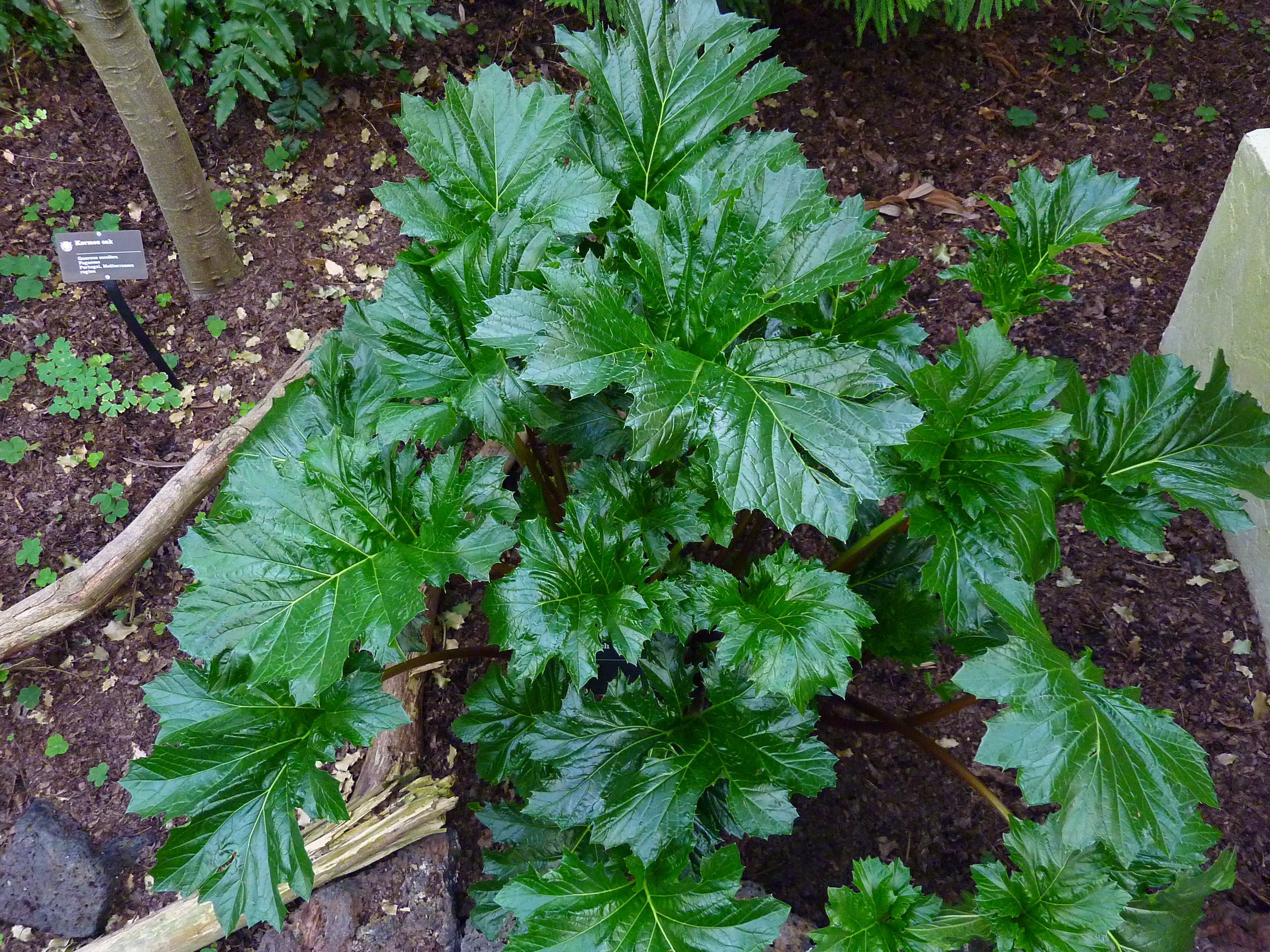
Acanthus mollis
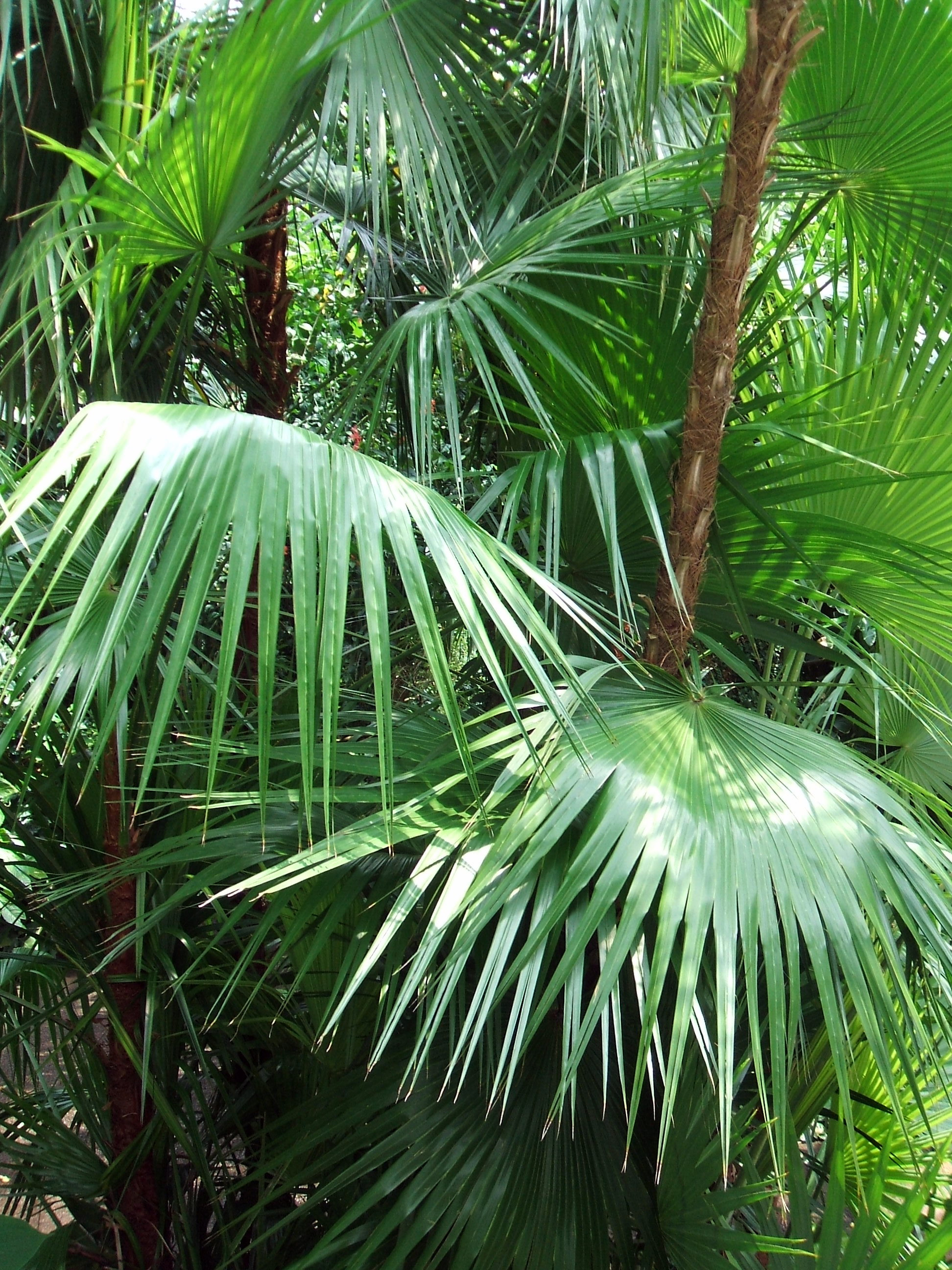
Aceolorraphe wrightii
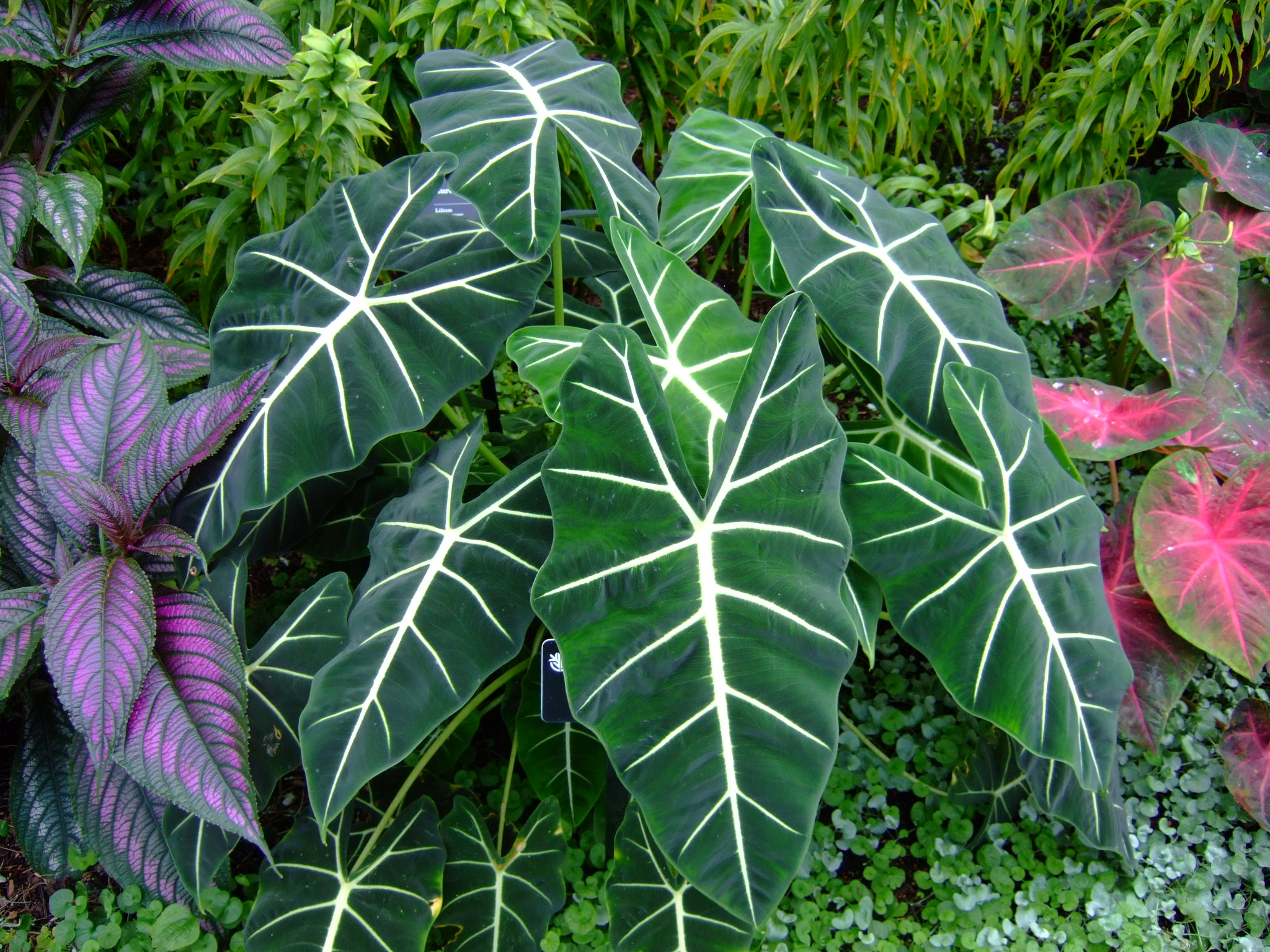
Alocasia micholitziana
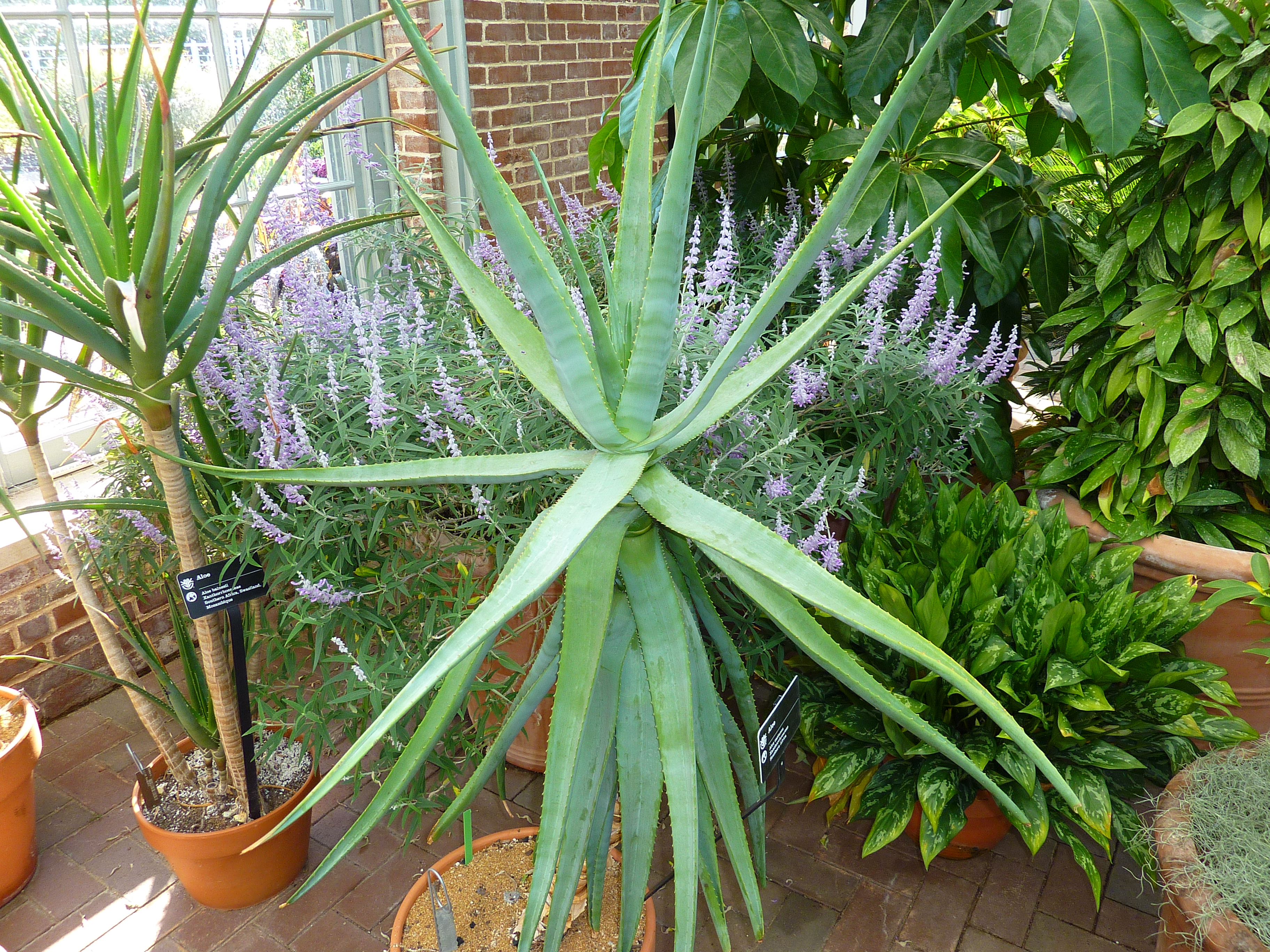
Aloe castanea
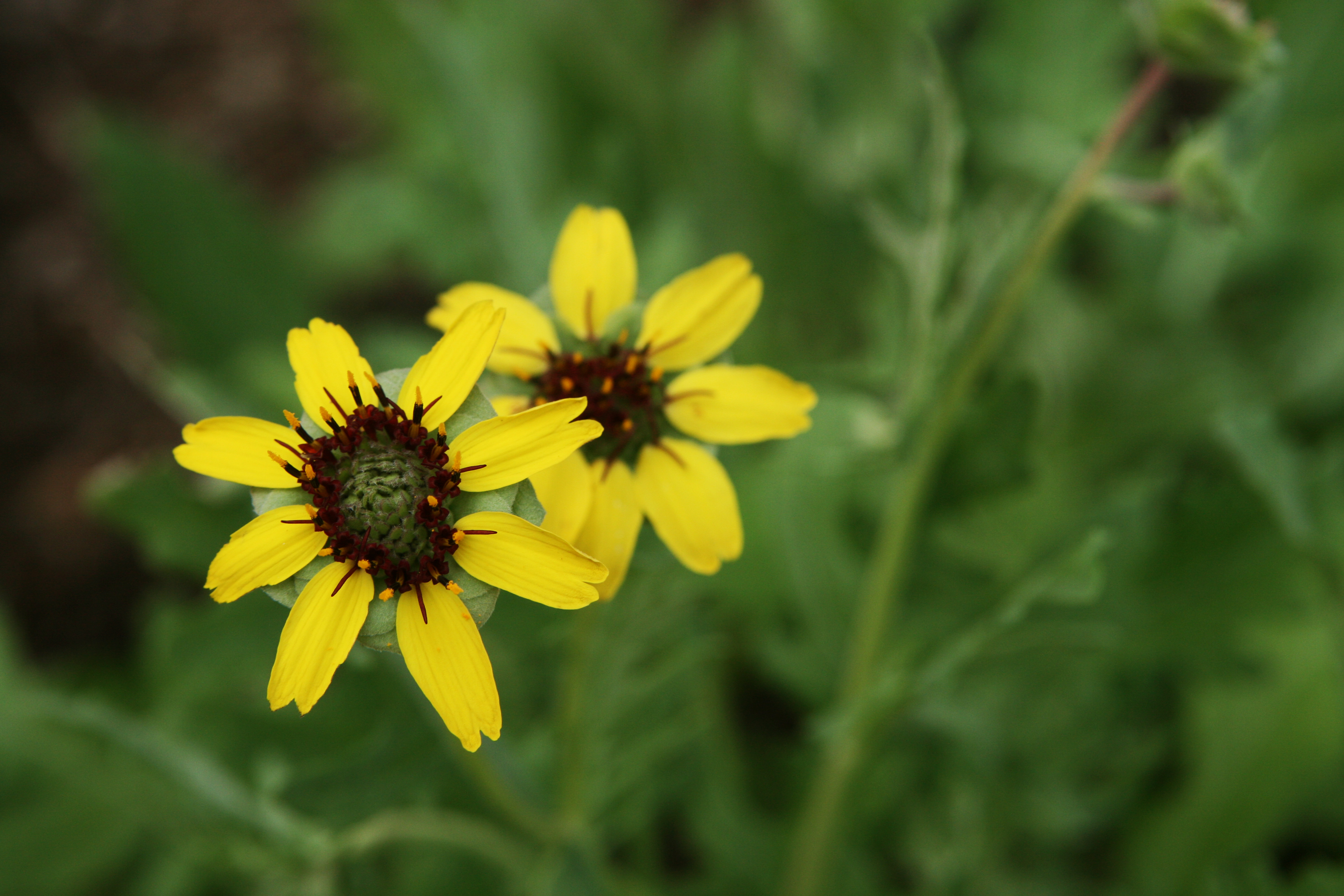
Berlandiera lyrata
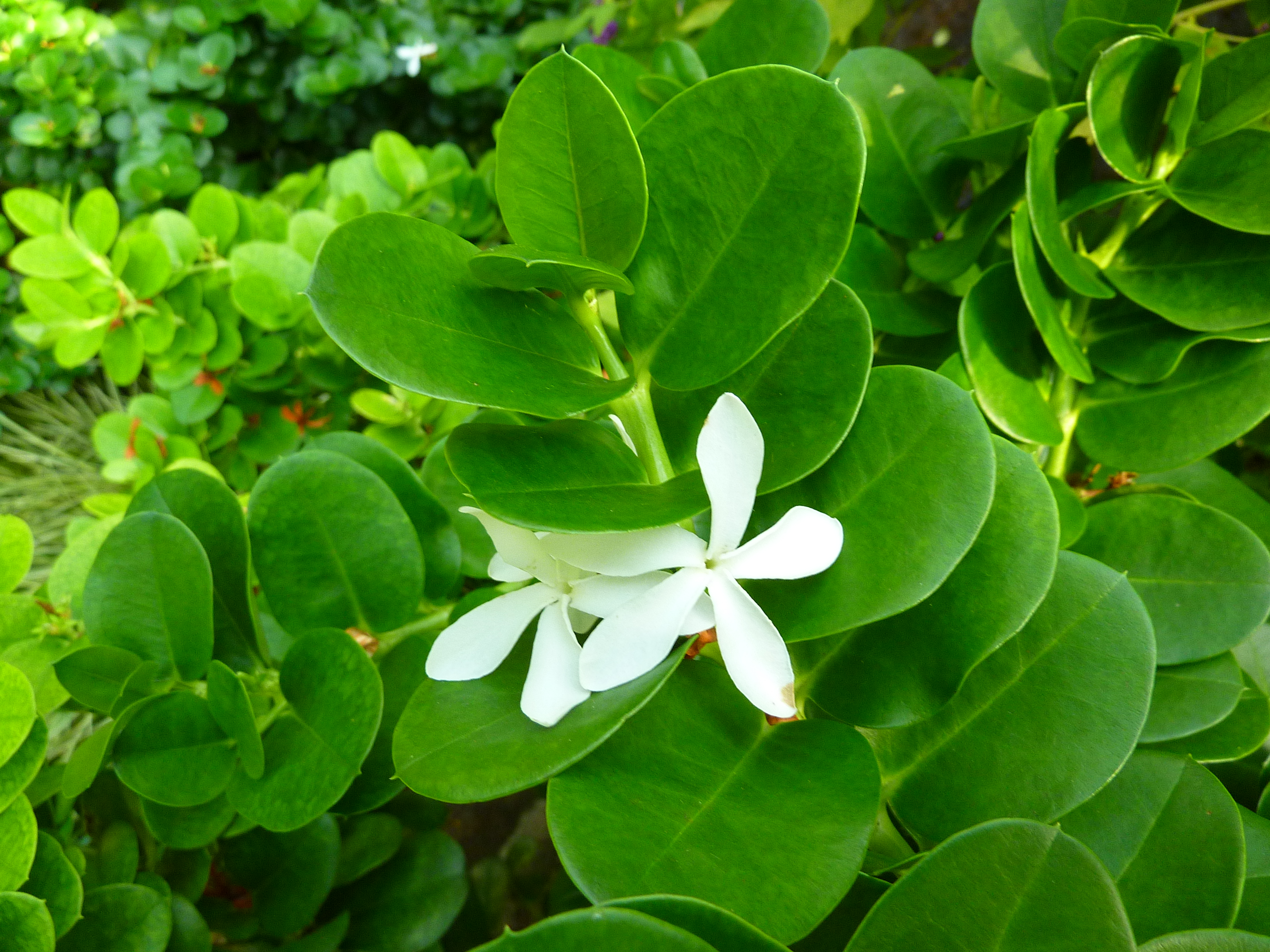
Carissa macrophylla
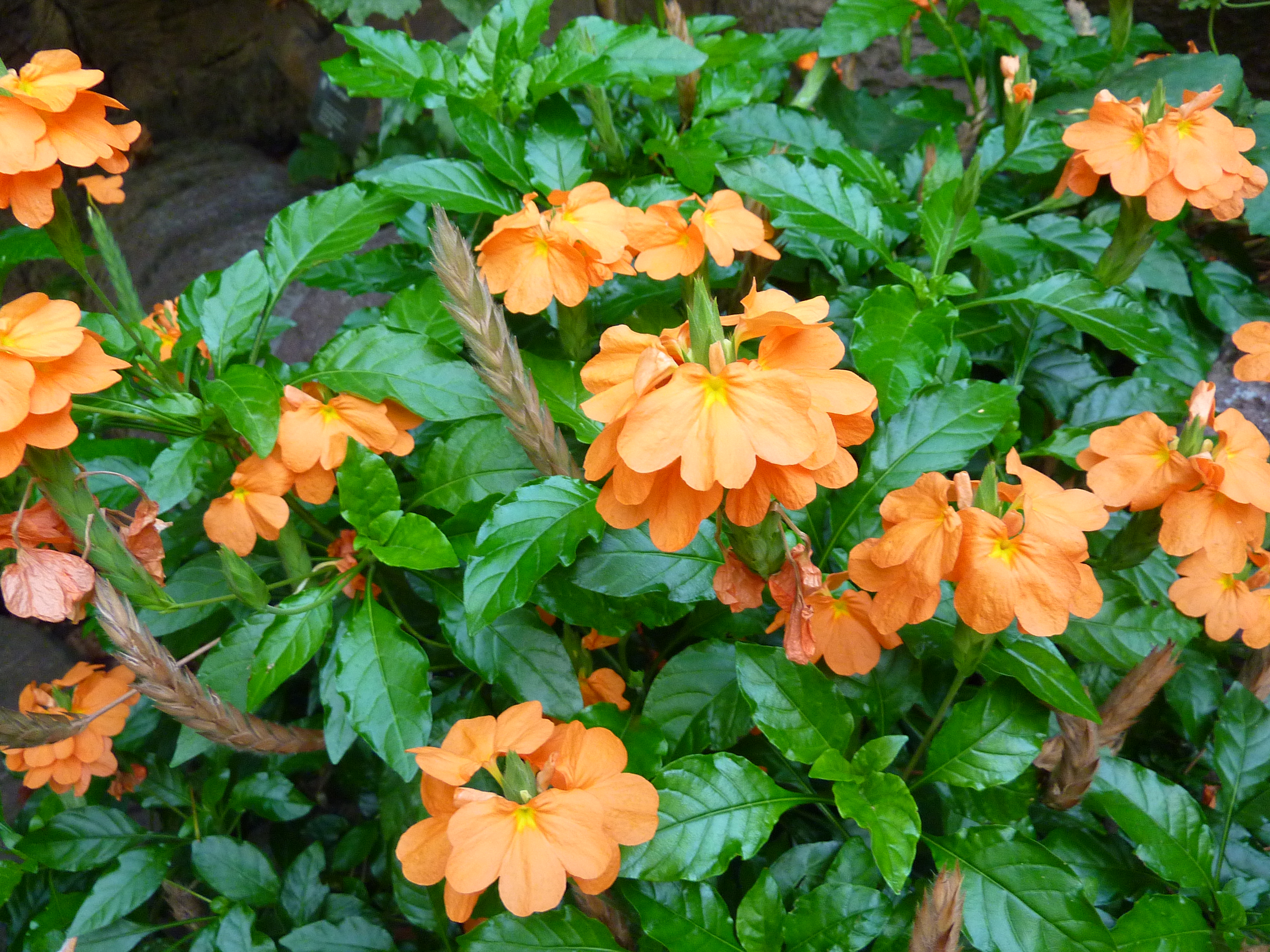
Crossandra infundibuliformis
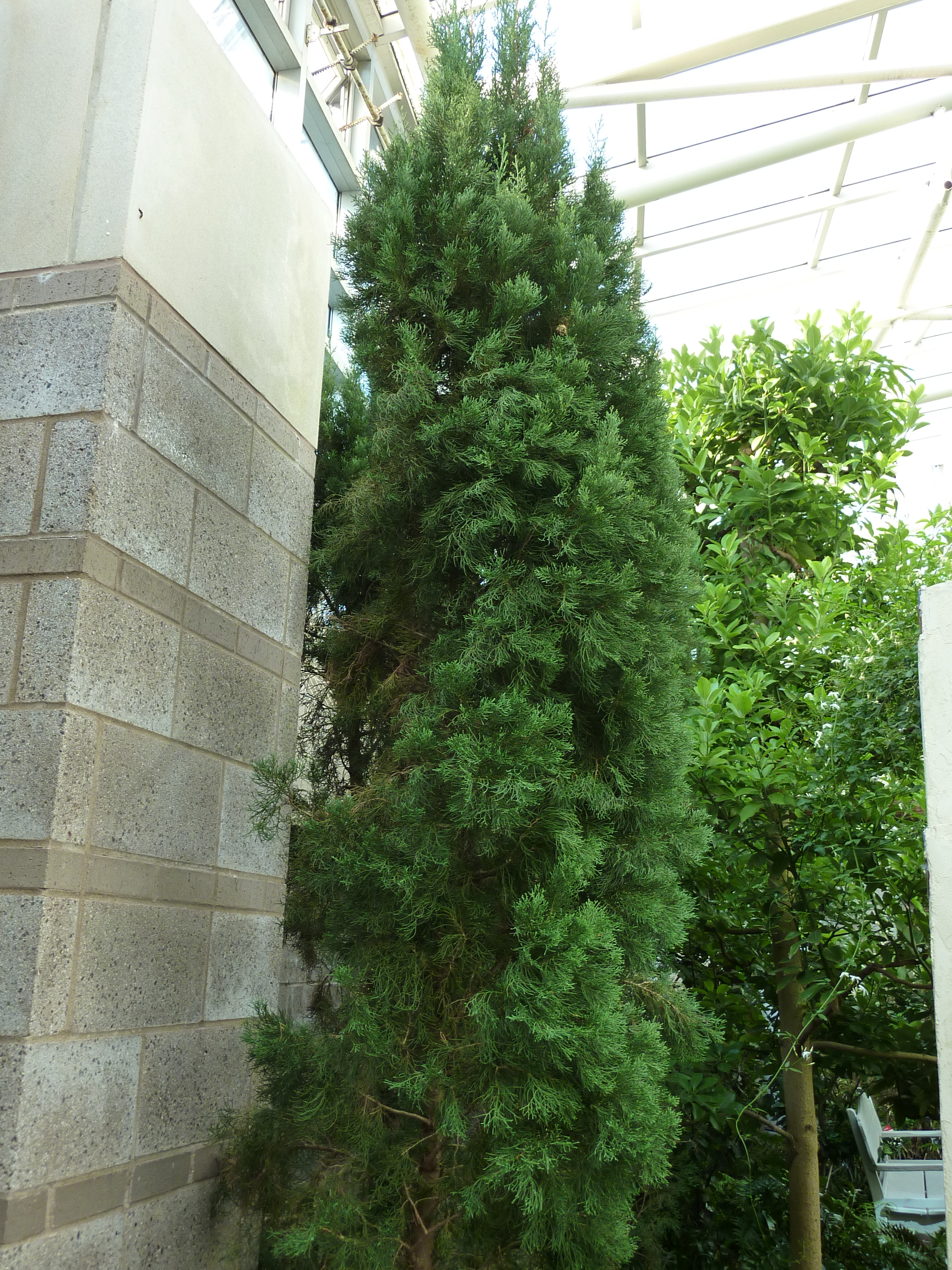
Cupressus sempervirens
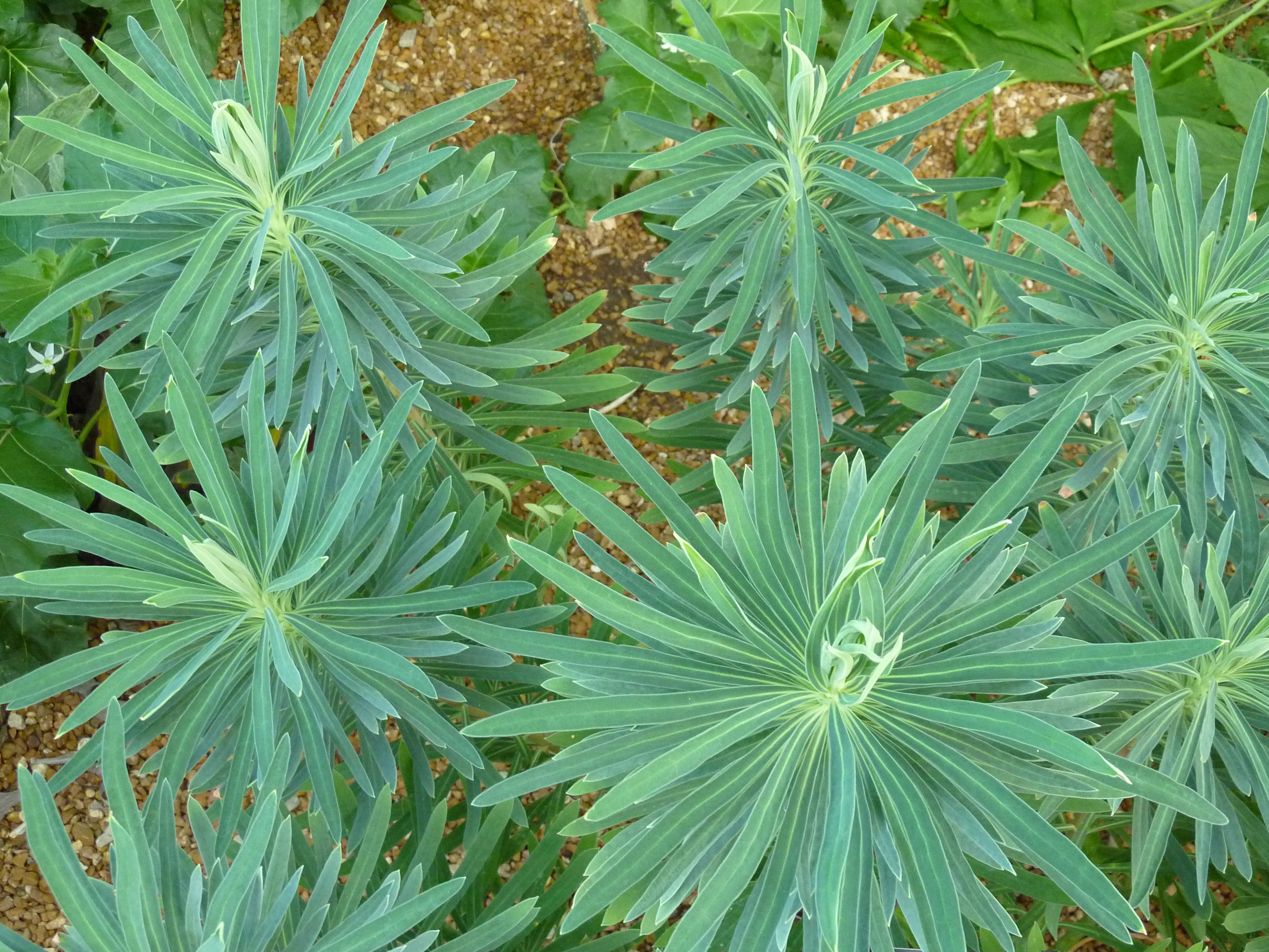
Euphorbia characias
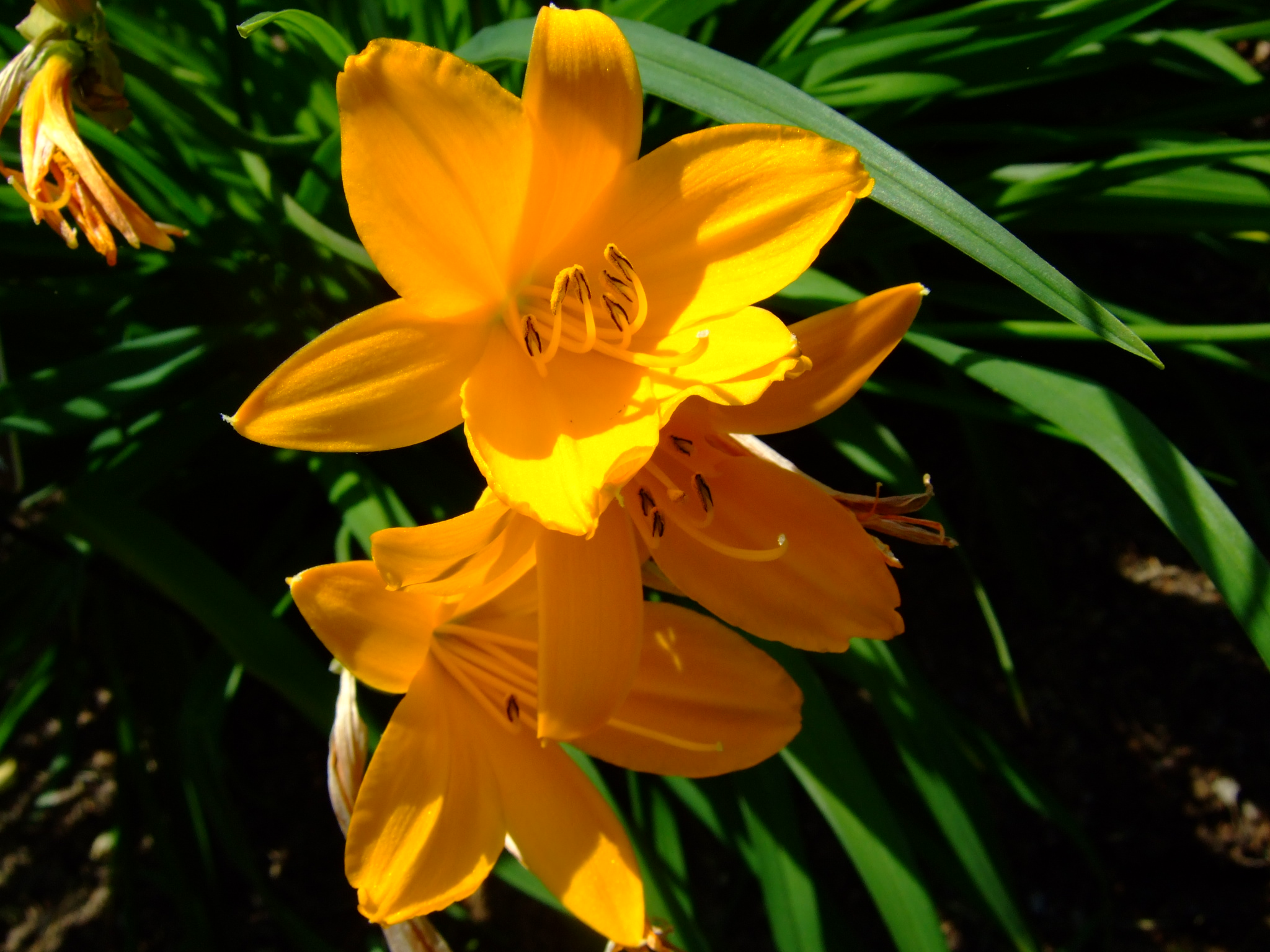
Hemerocallis middendorffii
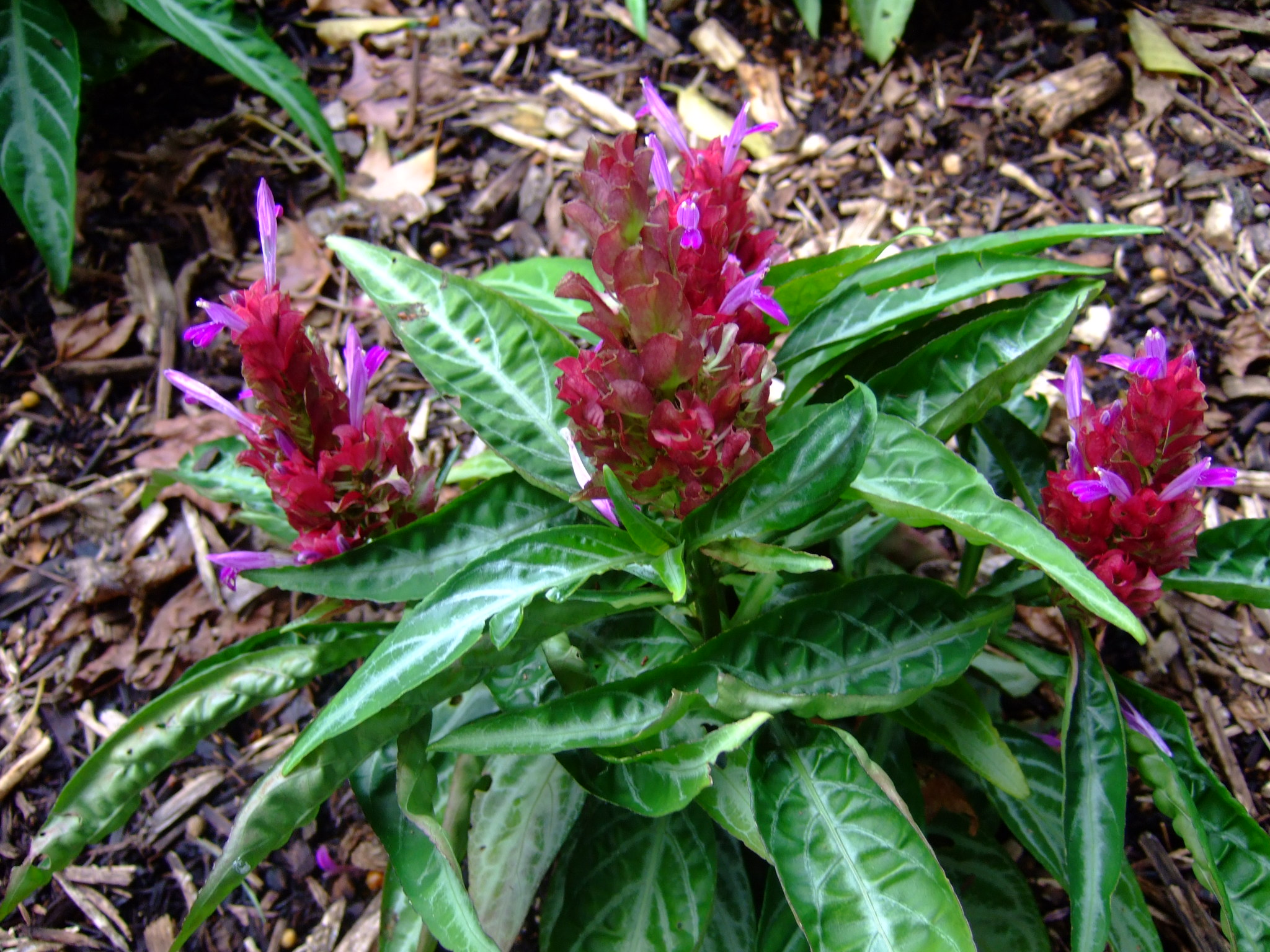
Porphyrocoma pohliana